# Ratišovice

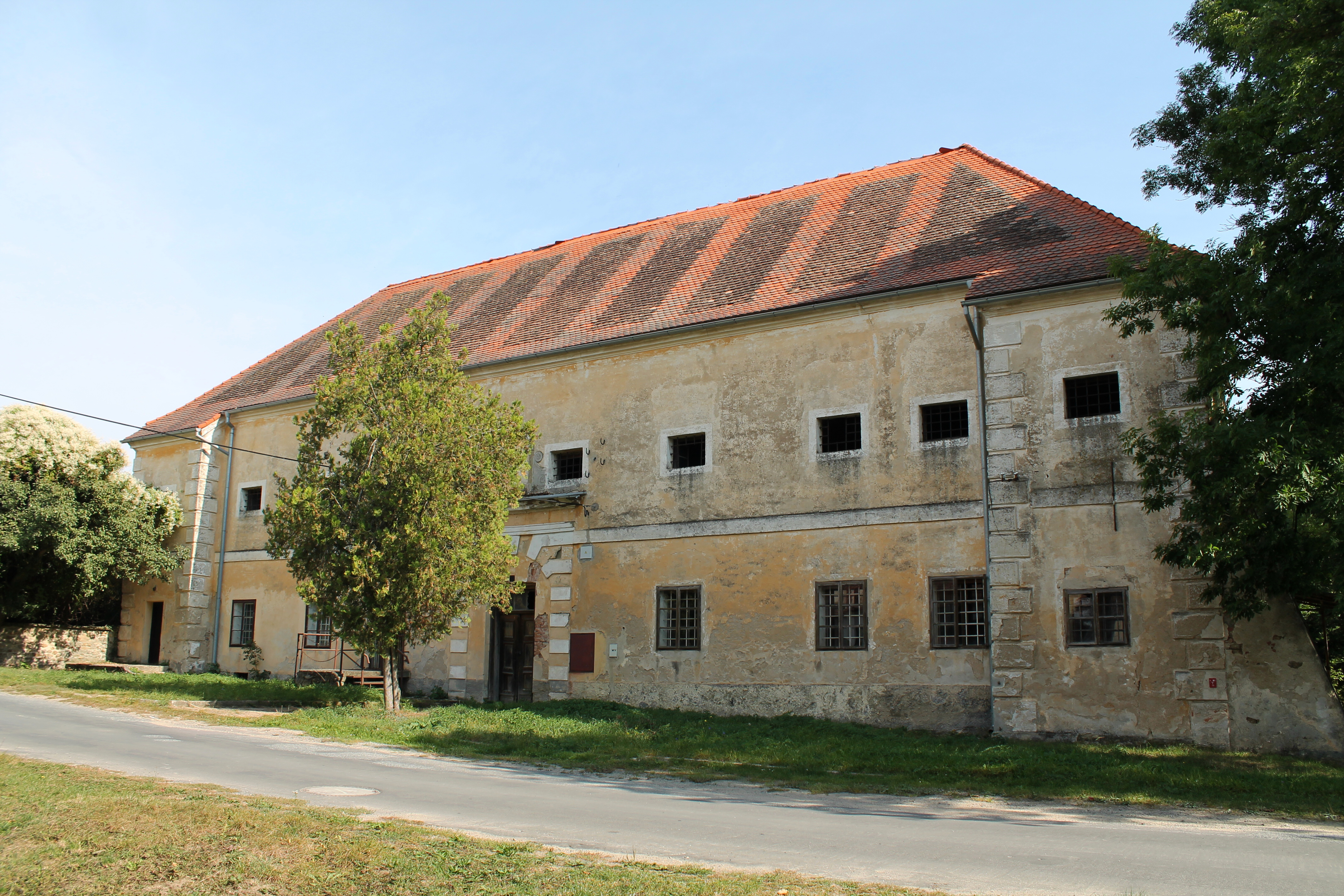
"Schloss" Ratišovice

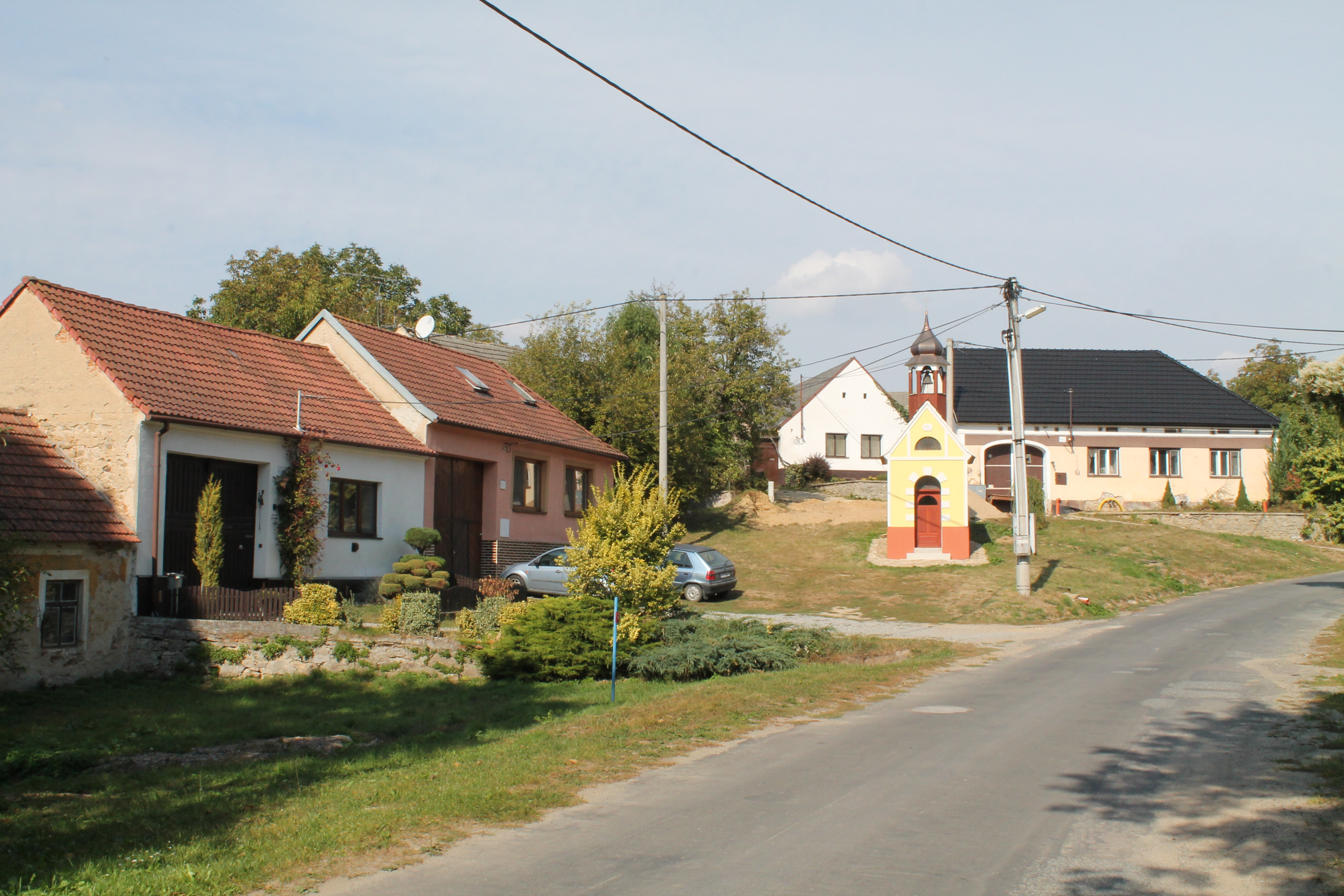
Dorfplatz

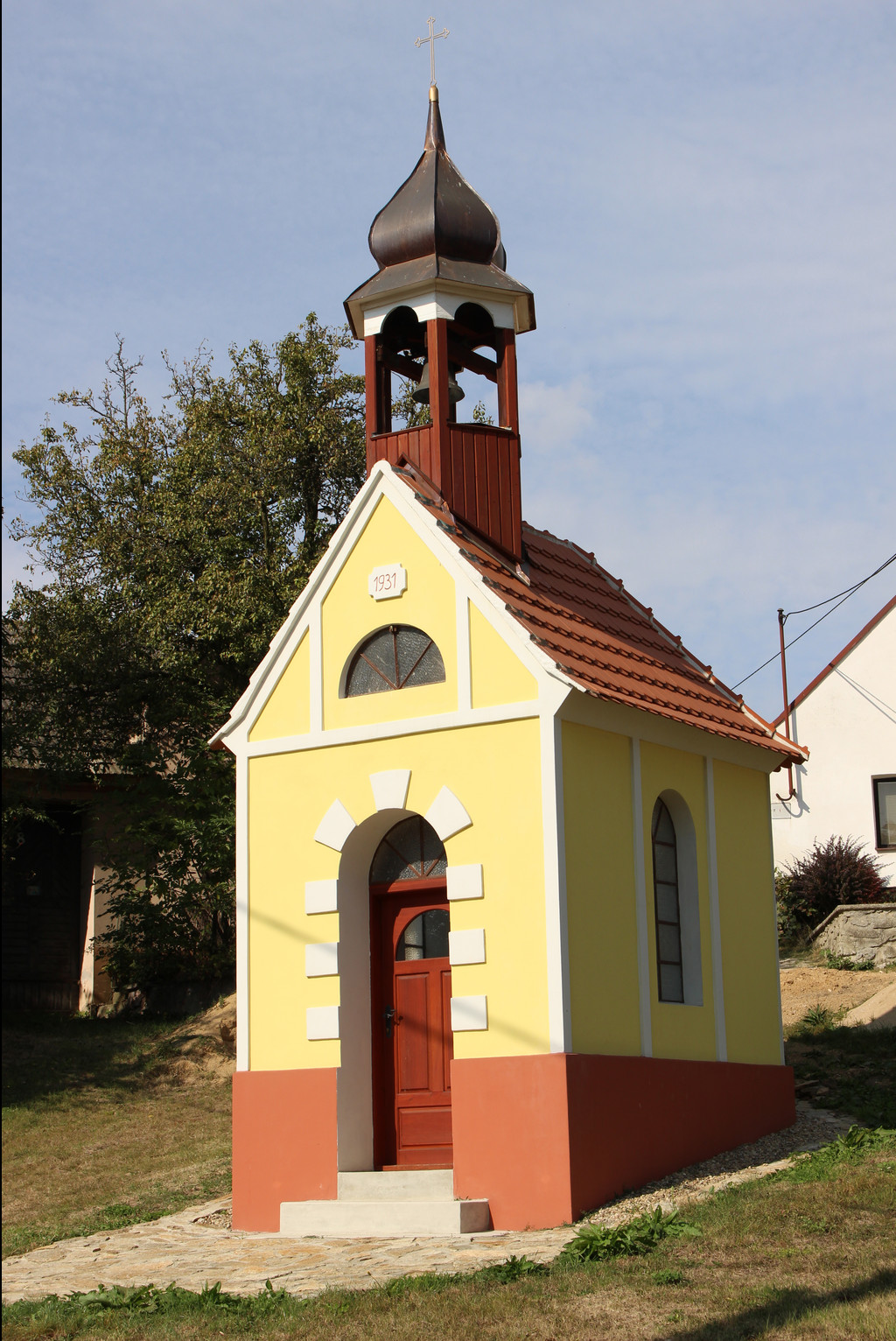
Kapelle

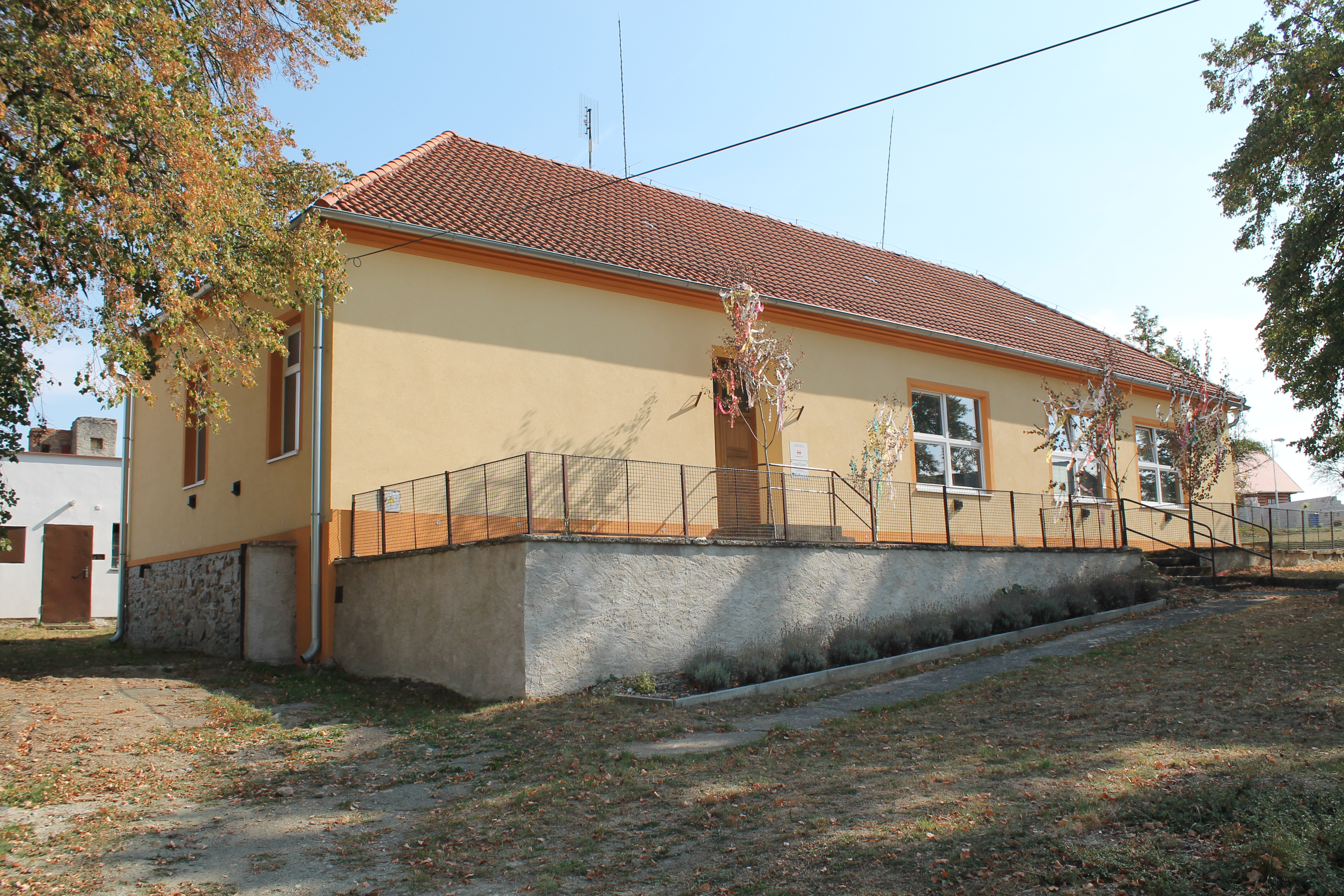
Ehemalige Schule

Ratišovice (deutsch Ratischowitz, älter auch Radischowitz) ist ein Ortsteil der Minderstadt Běhařovice in Tschechien. Er liegt fünf Kilometer östlich von Jevišovice und gehört zum Okres Znojmo.

## Geographie
Ratišovice befindet sich im Quellgrund des Baches Ratišovický potok in der Jevišovická pahorkatina (Jaispitzer Hügelland). Das Dorf liegt im Naturpark Jevišovka. Nördlich erhebt sich die Roudnice (428 m n.m.), im Süden der Nad Makšovkou (399 m n.m.). Gegen Westen erstreckt sich das Tal des Baches Kroužský potok.
Nachbarorte sind Kratochvílka, Františkov und Újezd im Norden, Dobronice und Běhařovice im Nordosten, Medlice und Křepice im Osten, Stupešice und Mikulovice im Südosten, Němčičky und Rudlice im Süden, Vevčice und Korýtský Mlýn im Südwesten, Černín, Jevišovice und Střelice im Westen sowie Němčický Dvůr und Slatina im Nordwesten.

## Geschichte
Die erste urkundliche Erwähnung von Ratišovice erfolgte 1358 als Protiwa und Markwart von Schenkenberg das Gut an die Geschwister Bunon (Bohuněk) und Judith (Jutka) überließen. Im Jahre 1360 verkaufte Judith einen Hof mit Wäldern an einen Michael. Vier Jahre später trat Bohunek einen weiteren Hof mit zwei Huben Ackerland, Wäldern, Wiesen und Obstgärten an seinen Neffen Johann ab. Das Prädikat von Ratischowitz (z Ratíšovic) wurde 1374 erstmals durch die Besitzerin eines der Freihöfe, Anna von Ratischowitz, verwendet. Später gelangten beide Höfe an Johann Puzhart, der sie 1390 dem Ješek von Branic überließ. Eine Feste als Adelssitz wurde zu keiner Zeit erwähnt. Im Laufe des 15. und 16. Jahrhunderts wechselten die Besitzer der beiden Höfe oftmals. Zuletzt gehörte ein halber Hof mit zwei Insassen in Ratischowitz der Katharina von Trebitsch, die ihn 1560 dem Zajímač von Kunstadt-Jaispitz verkaufte. Als Besitzer des anderen Freihofes wurde 1601 Johann Lubowsky von Lubowic genannt. Das Dorf selber bildete ein besonderes Gut und gehörte 1620 einem Ritter Kořensky von Tereschau. Über die weiteren Besitzverhältnisse nach der Schlacht am Weißen Berg und auf welchem Weg die Ratischowitzer Höfe an die Ritter von Nattermann gelangten, ist nichts bekannt.
Im Oktober 1651 erbte der kaiserliche Obrist Veit von Nattermann den Besitz von seinem Vater. Am 2. September 1666 verkauften Nattermann und seine Frau Maria Dorothea, geborene Freiin von Osteschau, die beiden Ratischowitzer Freihöfe – von denen einer der Papulowskyhof genannt wurde – einschließlich vier zinsbaren Untertanen und zwei Bauernhäusern für 8100 Gulden an den Prior des Znaimer Dominikanerklosters zum hl. Kreuz, Anton Misenius. Die Dominikaner schlugen Ratischowitz daraufhin ihrem Klostergut Durchlaß zu. 1672 bestand das Dorf aus drei Bauernhöfen und sechs Häuslern, davon vier mit Feld. Im Klosterurbar von 1740 sind für Ratischowitz ein "Schloss", eine Klosterschänke, drei Klosterbauern, acht Chalupner und zwei Häusler aufgeführt. 1750 erfolgte die Zusammenlegung von zwei Höfen. Bei der Aufteilung der Hoffluren wurden 1776 sechs neue Halbhüfnerstellen geschaffen, damit gab es in Ratischowitz acht Halbhüfner und drei Häusler; erhalten blieb der Nattermannsche Freihof.
Im Jahre 1834 bestand das im Znaimer Kreis gelegene Dorf Ratischowitz bzw. Ratišowice aus 31 Häusern mit 173 mährischsprachigen Einwohnern. Haupterwerbsquelle bildete die Landwirtschaft. Im Ort gab es ein einstöckiges Gebäude, dessen Obergeschoss als herrschaftlicher Schüttkasten und das Erdgeschoss als Beamten- und Schafferwohnhaus genutzt wurde, sowie einen herrschaftlichen Rinder- und Schafhof. Ratischowitz war Sitz eines der beiden Forstreviere des Klostergutes. An der östlich über die Höhe führenden Handelsstraße von Znaim nach Groß Bittesch lag ein Wirtshaus. Pfarr- und Schulort war Bihařowitz, der Amtsort war Durchlaß. Bis zur Mitte des 19. Jahrhunderts blieb Ratischowitz dem Klostergut Durchlaß untertänig.
Nach der Aufhebung der Patrimonialherrschaften bildete Ratišovice / Ratischowitz ab 1849 einen Ortsteil der Gemeinde Stupešice im Gerichtsbezirk Kromau. Ab 1869 gehörte das Dorf zum Bezirk Mährisch Kromau; zu dieser Zeit hatte Ratišovice 201 Einwohner und bestand aus 34 Häusern. Im Jahre 1896 wurde das Dorf dem Gerichtsbezirk Hrottowitz zugeordnet. Eine einklassige Dorfschule nahm 1900 den Unterricht auf. Zu Beginn des 20. Jahrhunderts entstand in der Nähe des Dorfes eine Ziegelei. Im Jahre 1900 lebten in Ratišovice 246 Personen; 1910 waren es 268. Ratišovice löste sich 1902 von Stupešice los und bildete eine eigene Gemeinde. Nach dem Ersten Weltkrieg zerfiel der Vielvölkerstaat Österreich-Ungarn, Ratišovice wurde 1918 Teil der neu gebildeten Tschechoslowakischen Republik. Beim Zensus von 1921 lebten in den 51 Häusern der Gemeinde 254 Tschechen. Im Zuge der Bodenreform erwarb 1926 František Sova den Klosterhof. Im Jahre 1930 bestand Ratišovice aus 57 Häusern und hatte 273 Einwohner. Die Freiwillige Feuerwehr wurde 1939 gegründet. Nach der deutschen Besetzung wurde die Gemeinde 1939 in den Kreis Mährisch Budwitz umgegliedert; bis 1945 gehörte Ratišovice / Ratischowitz zum Protektorat Böhmen und Mähren. Nach dem Ende des Zweiten Weltkrieges 1945 erfolgte die Wiederherstellung der alten Bezirksstrukturen. Im Jahre 1950 hatte Ratišovice 214 Einwohner. Im Zuge der Aufhebung des Okres Moravský Krumlov wurde Ratišovice 1949 dem Okres Moravské Budějovice zugeordnet. Nach dessen Auflösung kam die Gemeinde 1960 zum Okres Znojmo. 1964 erfolgte die Eingemeindung nach Běhařovice. Beim Zensus von 2001 lebten in den 59 Häusern des Dorfes 105 Personen.

## Ortsgliederung
Der Ortsteil Ratišovice bildet einen Katastralbezirk.

## Sehenswürdigkeiten
- Kapelle auf dem Dorfplatz
- „Schloss“ Ratišovice, das eingeschossige Bauwerk mit Barockportal ist der westliche Flügel einer repräsentativen großen Hofanlage, sein Walmdach war früher mit Türmchen verziert. Es handelt sich um einen ehemaligen Klosterhof. Der Entstehungszeitpunkt der Anlage ist nicht bekannt, im Urbar von 1740 wurde sie erstmals als Schloss bezeichnet. In den 1950er Jahren wurde der František Sova gehörige Hof konfisziert und verstaatlicht. Er diente danach als Sitz der JZD und verkam. Nach der Samtenen Revolution erfolgte die Restitution an die Erben Sovas, die lediglich das Dach des „Schlosses“ reparierten. Die anderen Flügel der Hofanlage sind eingestürzt.
- Statuette des hl. Florian, in einer Nische über der Ausfahrt des Feuerwehrdepots
- Wegkreuz, nördlich des Dorfes an der Kreuzung